# جوني دياز
جوني دياز (بالإنجليزية: Jonny Diaz)‏ هو مغن مؤلف أمريكي، ولد في 30 مارس 1984.

## وصلات خارجية
- الموقع الرسمي
- جوني دياز على موقع ميوزك برينز (الإنجليزية)
- جوني دياز على موقع ديسكوغز (الإنجليزية)